# Edward O'Kelly
Edward Capehart O'Kelley (1 de octubre de 1857 – 13 de enero de 1904) fue un asesino estadounidense que mató a Robert Ford, quien había matado al famoso forajido Jesse James para recibir una recompensa. Fue objeto de un libro publicado en 1994 por su sobrina nieta (de O'Kelley).
A lo largo de los años, los historiadores y los periódicos contemporáneos escribieron erróneamente el apellido de O'Kelley como "Kelly" u "O'Kelly", a veces utilizando equivocadamente la letra "O" como inicial del segundo nombre.

## Primeros años
Poco se sabe de la juventud de O'Kelley, aunque su lugar de nacimiento es Harrisonville, Missouri. Su madre era Margaret Ann Capehart (6 de julio de 1836 - 27 de julio de 1903), pero en el momento de su matrimonio el 14 de julio de 1857 con el Dr. Thomas Katlett O'Kelley (20 de octubre de 1833 - 9 de octubre de 1923) ya estaba embarazada de Edward. Se cree que Thomas no era su padre.[cita requerida]
Edward era un niño durante la Guerra Civil Americana. En el expediente de pensión de veterano de la Guerra Civil de Thomas, en el que Thomas debía incluir a todos sus hijos y sus fechas de nacimiento, Edward no figura en la lista.

## Asesinato de Robert Ford
Robert Ford se hizo amigo del forajido Jesse James en 1882, cuando él y su hermano Charley se unieron a su banda. Vivieron con James y su familia durante un tiempo. Ford disparó a James en la nuca para cobrar una recompensa estatal de 5.000 dólares. En 1892, regentaba una taberna en el campamento minero de plata de Creede, Colorado.
El 8 de junio de 1892, mientras Ford se preparaba para abrir su saloon, O'Kelley entró en la tienda con una escopeta. Ford estaba de espaldas a la entrada principal. O'Kelley gritó: "Hola, Bob". Cuando Ford se giró para ver quién hablaba, O'Kelley disparó su escopeta, alcanzando a Ford en el cuello y matándole al instante.
O'Kelley nunca explicó por qué había disparado a Ford. Según una versión, O'Kelley se casó con un pariente de la banda de los hermanos Younger y se hizo amigo de Jesse James, que se convirtió en primo por matrimonio. Otra versión sostiene que el estafador Soapy Smith aseguró a O'Kelley que sería famoso si mataba a Ford. Una teoría implica la acusación de que O'Kelley había robado el anillo de diamantes de Ford y la disputa había ido a más. Inicialmente, O'Kelley fue condenado a cadena perpetua, aunque más tarde su pena se redujo a 18 años. Al final, O'Kelley cumplió sólo unos 9 años en la Penitenciaría Estatal de Colorado antes de ser puesto en libertad debido, en primer lugar, a una petición de 7.000 firmas a favor de su liberación y, en segundo lugar, a una afección médica.

## Vida personal
Apodado "Red", O'Kelley supuestamente se casó con un pariente de los hermanos Younger.

## Muerte

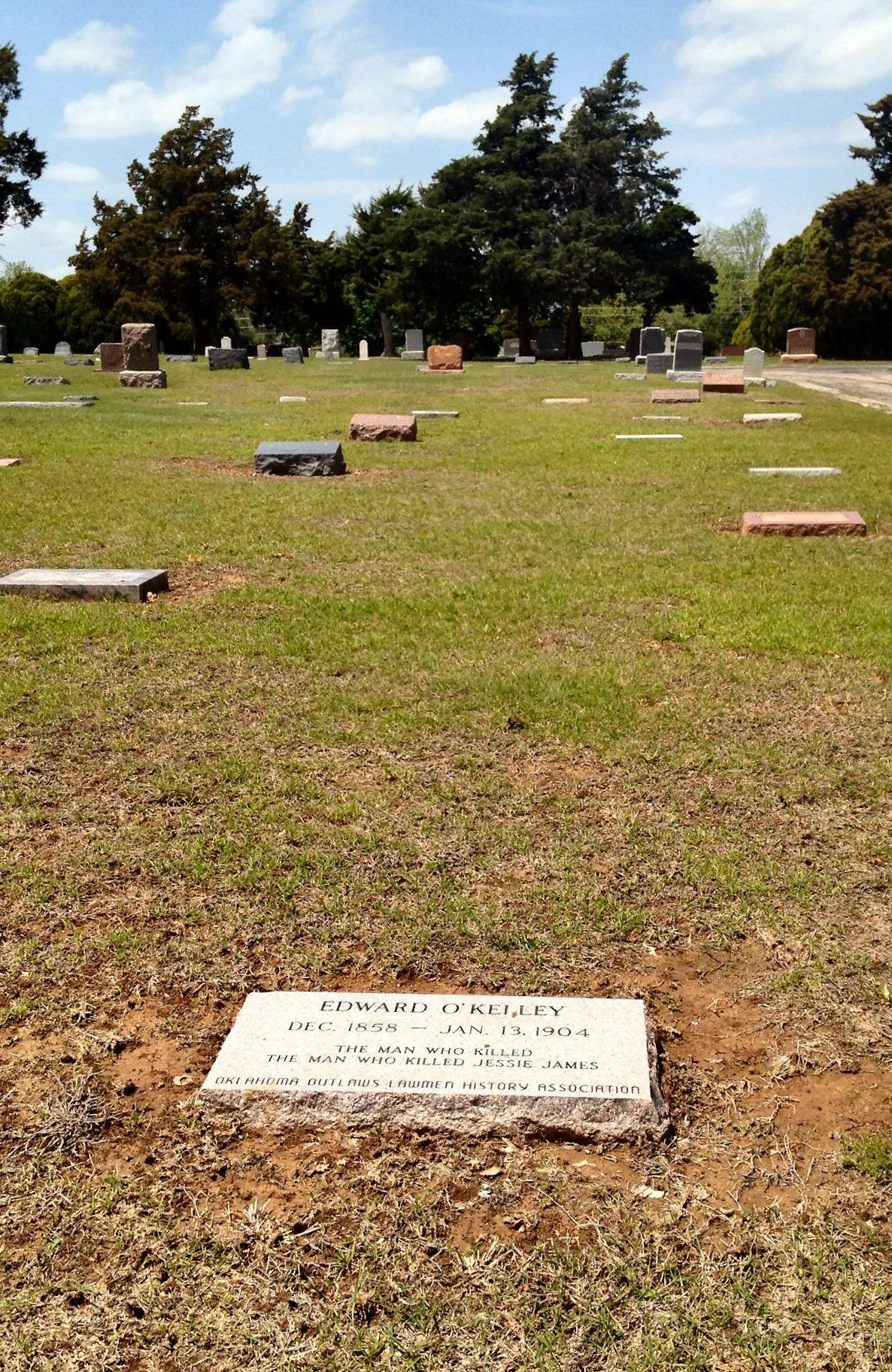
Edward O'Kelley's gravestone

El 13 de enero de 1904, O'Kelley fue detenido por un agente de policía llamado Bunker. O'Kelley fue puesto en libertad y se dirigió a su hotel, donde comentó a los demás que más valía que la policía no intentara detenerlo de nuevo. Esa noche, el agente Burnett, que había arrestado a O'Kelley el mes anterior, estaba haciendo su ronda por el lado sur de la calle Primera, frente al edificio McCord & Collins. Burnett se encontró con O'Kelley y le saludó cortésmente. En respuesta, O'Kelley golpeó al agente y sacó un revólver. Cuando O'Kelley volvió a golpear al agente, Burnett agarró el arma con la mano izquierda.
Los dos hombres empezaron a forcejear por el arma de fuego. O'Kelley disparó su pistola varias veces en un intento de matar a Burnett. El agente pidió ayuda en repetidas ocasiones. O'Kelley no alcanzó a Burnett con sus disparos, pero éste recibió quemaduras de pólvora en una oreja. Una vez sin munición, O'Kelley arrancó de un mordisco las dos orejas de Burnett.
Un amigo de O'Kelley acudió en su ayuda y disparó una vez al policía, pero luego perdió los nervios y huyó. R.E. Chapin presenció la pelea desde la parte trasera del edificio en West Main Street y telefoneó a la jefatura de policía. Finalmente, A.G. Paul, un maletero del ferrocarril, salió corriendo del depósito. Agarró la mano de O'Kelley, liberando así la de Burnett. El policía disparó dos veces y mató a O'Kelley.
Había dos agujeros de bala en la espalda del abrigo de Burnett, y el bolsillo izquierdo de la cadera estaba desgarrado por una bala. Cuando los amigos llegaron a su lado, los guantes de Burnett estaban quemados y su ropa ardía. Llamaron a una ambulancia para que llevara el cuerpo de O'Kelley a la morgue de la tienda de muebles Street and Harpers. Su cuerpo tenía una herida de bala en la pierna izquierda, justo por encima de la rodilla. El disparo mortal le entró en la cabeza por detrás de la sien izquierda y salió por detrás de la oreja derecha.[cita requerida]
Burnett continuó en el Departamento de Policía de Oklahoma City, desempeñando el cargo de capitán y más tarde el de ayudante del jefe de policía. Murió el 20 de julio de 1917, de parálisis tras un derrame cerebral, en el Hospital St. Anthony. Burnett fue enterrado en una tumba señalizada en el mismo cementerio que el hombre al que mató.